# У Бинь
У Бинь (кит. трад. 吳彬, упр. 吴彬, пиньинь Wú Bīn, ? — ?) — китайский художник-пейзажист, живший и работавший на рубеже XVI и XVII веков.

## Жизнь и творчество
Во время империи Мин в годы правления под девизом «Ваньли» (1572—1620) был призван в столичный Нанкин и получил чиновничий титул «императорский секретарь», однако занимал должность придворного художника. Кроме этого, выполнял частные заказы и работал для буддийских храмов. Писал также и портреты. Манера живописи У Биня в значительной мере отличается от преобладавшей тогда в Китае манерной, как бы «окаменевшей» изобразительности. В более поздние годы художник становится приверженцем Чань-буддизма и селится на горе Цися, в 20 километрах к северо-востоку от Нанкина. В это время У Бинь получает прозвище «Цчжиинь тото» — «Собирающий милостыню монах из храма, что спрятан между ветвями». Он пишет портреты монахов и отшельников в горах, при этом и тех, которые выполняли магические ритуалы или действия. Эти его работы несут в себе значительный заряд иронии и сарказма.
В 1620-е годы У Бинь был обвинён в том, высказывался против могущественного императорского евнуха Вэй Чжунсяня (1568—1628). Художник был арестован и отправлен в тюремное заключение. После этого известия о его дальнейшей судьбе сведений не сохранились.

## Избранные работы
- Портрет Будды, настенное полотно, тушь, акварель на шёлке, Дворцовый музей, Пекин.
- 16 архатов, картина-свиток, тушь и акварель по бумаге, Метрополитен-музей, Нью-Йорк.
- 500 архатов, тушь и акварель на бумаге, Художественный музей, Кливленд.
- Пейзаж, (1610), тушь и акварель на бумаге, Художественный музей, Гонолулу.
- Десять изображений одного камня (1610).

В ноябре 2009 года коллекционером из Шанхая Лю Ючжаном на аукционе в Пекине была приобретена за 169,1 миллион юаней (24,8 миллиона американских долларов) картина У Бина «18 архатов» — полотно длиной в 571 сантиметр. Это произведение почти 300 лет назад принадлежало императору Цяньлуну (1711—1799). По приказу императора на нём были каллиграфически даны пояснения к каждому изображённому архату.

## Галерея

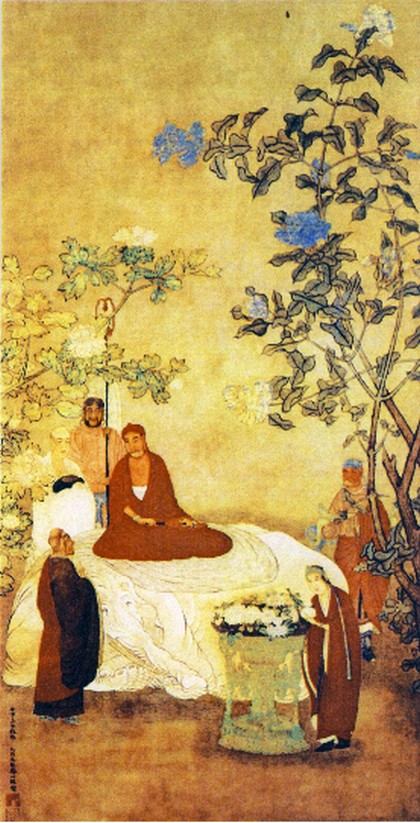
Портрет Будды
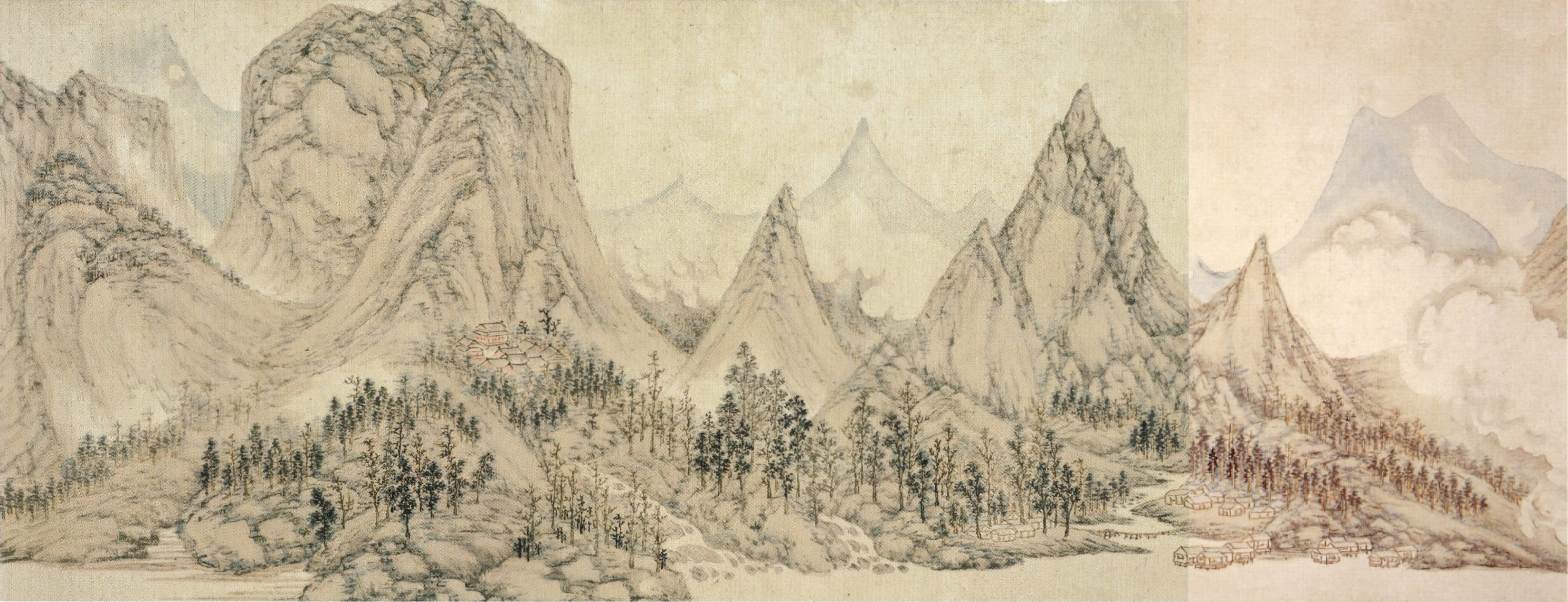
Часть пейзажа
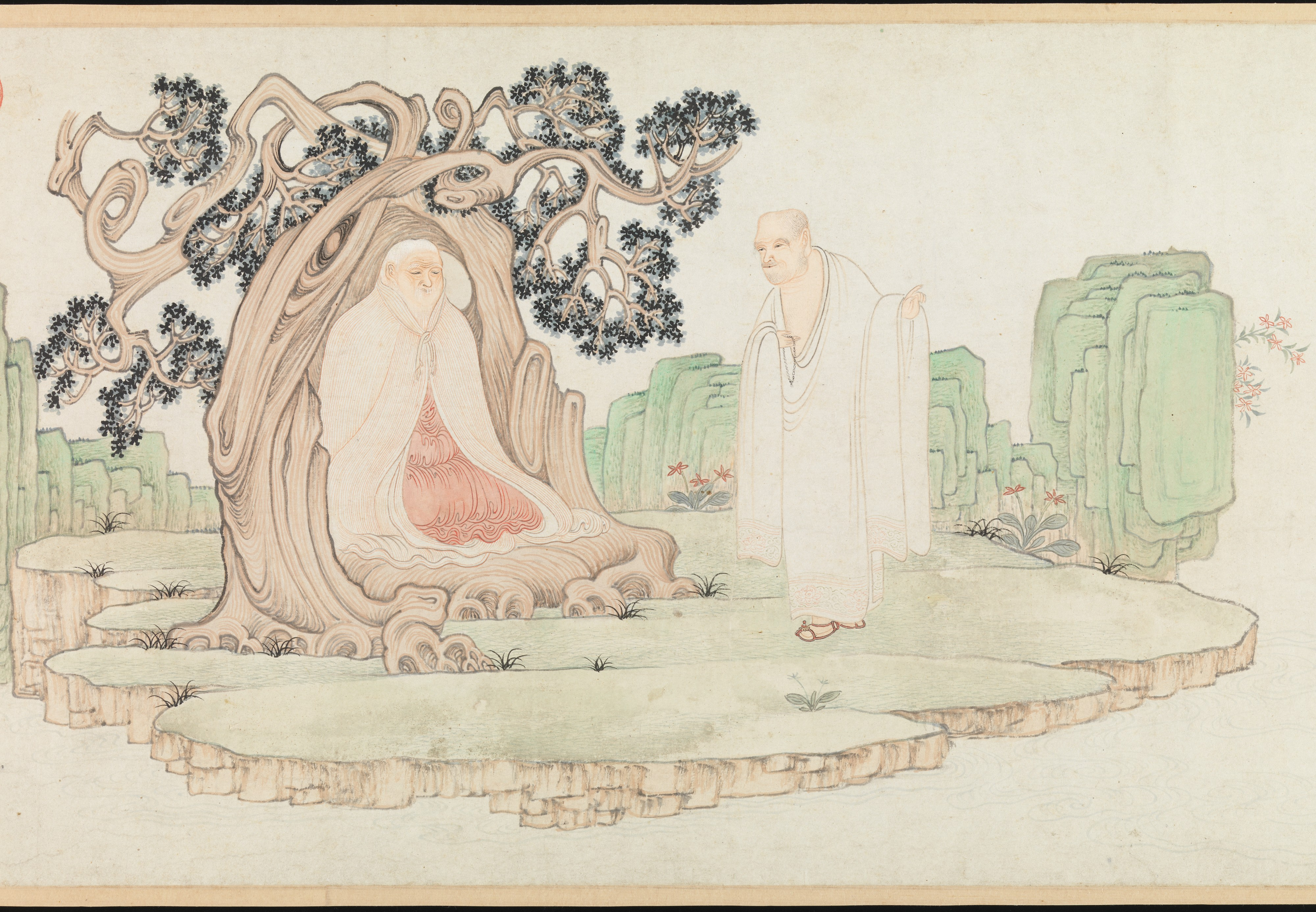
16 архатов
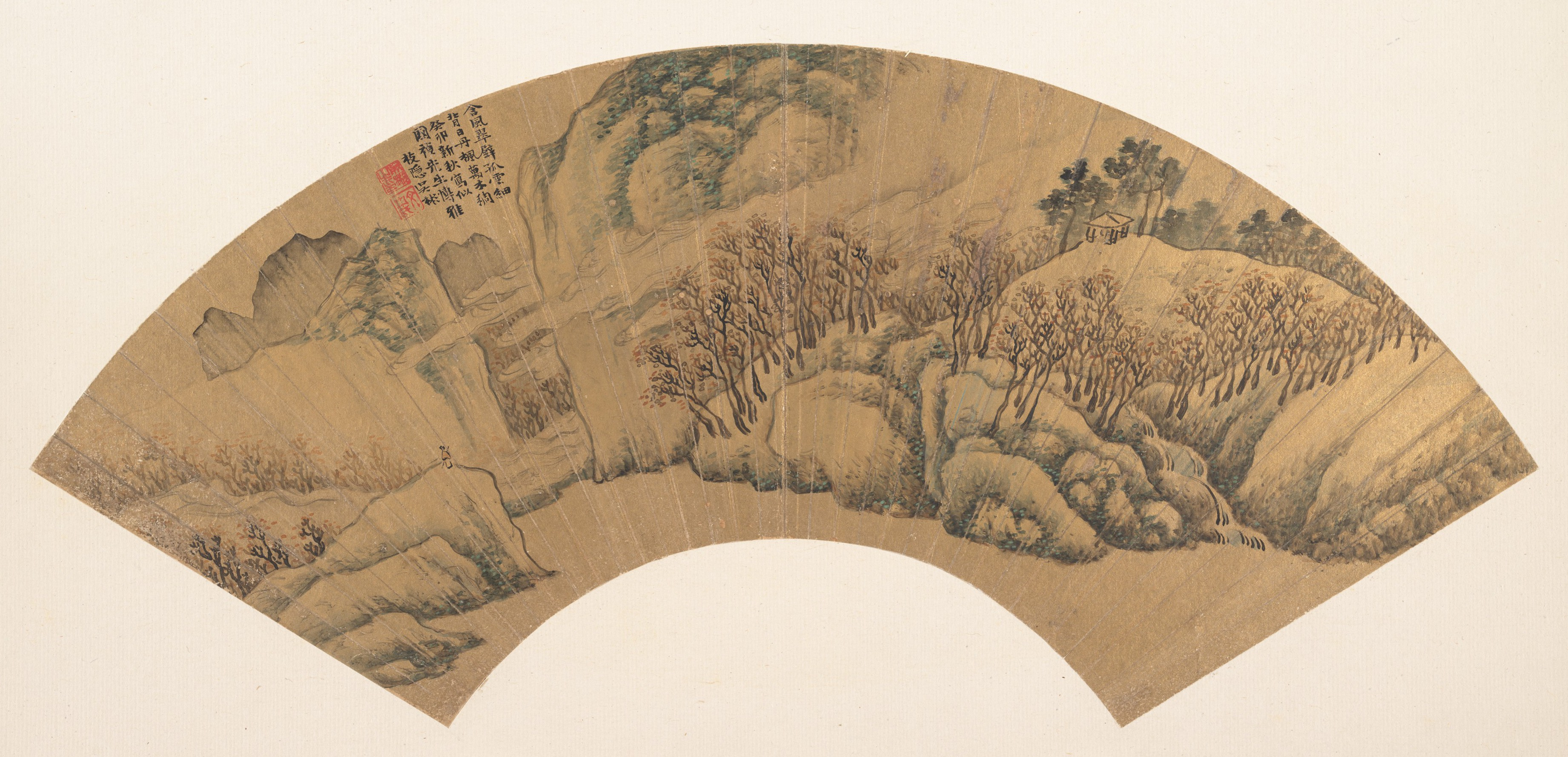
Зелёные скалы с красными клёнами
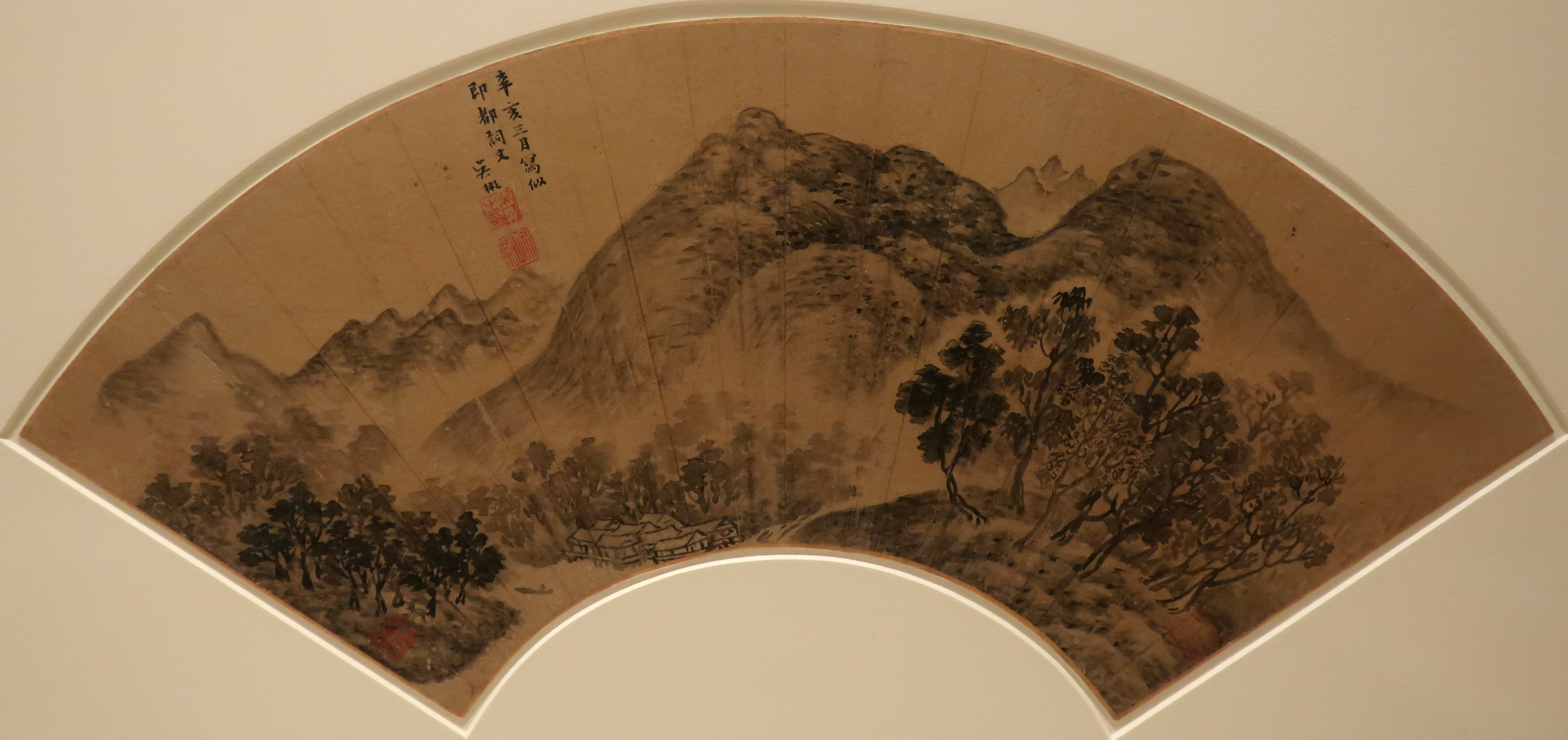
Пейзаж (1611)